# San Juan de Letrán (métro de Mexico)
San Juan de Letrán est une station de la ligne 8 du métro de Mexico, située au centre de Mexico, dans la délégation Cuauhtémoc.

## La station
La station est ouverte en 1994.
L’Avenida San Juan de Letran, depuis rebaptisée Eje Central Lázaro Cárdenas, donne son nom à la station; à son tour, elle tire son nom de Saint-Jean-de-Latran, l'une des cinq basiliques patriarcales de Rome, celle du diocèse de Rome, la principale église de la Ville Sainte. Son symbole est la silhouette de la Torre Latinoamericana, l'un des immeubles plus emblématiques de la ville de Mexico, situé à deux pâtés de maisons de la station.